# Nowa Wieś (Słupia)
Pour les articles homonymes, voir Nowa Wieś.
Nowa Wieś est une localité polonaise de la gmina de Słupia, située dans le powiat de Jędrzejów en voïvodie de Sainte-Croix.